# Melaenis loveni
Melaenis loveni är en ringmaskart som beskrevs av Anders Johan Malmgren 1866. Melaenis loveni ingår i släktet Melaenis och familjen Polynoidae. Arten har ej påträffats i Sverige. Inga underarter finns listade i Catalogue of Life.